# Kevin Max
Kevin Max, född Kevin Max Eugene Smith den 17 augusti 1967, är en amerikansk sångare, låtskrivare, och poet. Han är mest känd som en av medlemmarna i den kristna popgruppen dc Talk.

## Biografi

### Tidiga åren
Kevin Max föddes som Kevin Max Eugene Smith, men han förkortade sitt namn till bara Kevin Max 1997, som en hyllning till sin biologiska far. Kevin adopterades av familjen Smith och växte upp i Grand Rapids, Michigan. En annan anledning till namnbytet kan ha varit att hans adoptivbror just hade Max som tilltalsnamn. Kevin visade tidigt i livet oerhörda sång- och musiktalanger som han fick användning för medan han gick i skolan vid Grand Rapids Baptist High School och senare vid Cornerstone University.

### dc Talk
Senare, när han studerade vid Liberty University, träffade han de övriga medlemmarna i dc Talk: Toby McKeehan och Michael Tait. Tillsammans bildade de dc Talk som nådde stor framgång inom både den kristna och konventionella musikvärlden.  Bandet vann 4 Grammy-priser, 16 Dove Awards, och andra erkännanden. Bandet beslöt sig år 2000 för ett längre uppbrott

### Privatliv
Max gifte sig 1997 med Alayna Bennett. De skilde sig 2003. Han gifte sig än en gång i april 2005 med Amanda Lynn MacDonald.  Deras dotter, London, föddes den 7 oktober 2005. De bodde i Hollywood, Kalifornien fram till juli 2006, då Max och hans familj flyttade till Las Vegas, Nevada. I december 2006  tillkännagjorde Max på sin sajt att han och Amanda väntade sitt andra barn (en pojke) i juni 2007. Han föddes som Wilder Liam Max den 6 juni, 2007. Kevin och hans familj flyttar nu till Nashville där Kavin har fått ett nytt inspelningskontrakt.

## Diskografi

### Solo
Album
- At the Foot of Heaven (Spoken word EP, Starsong, 1995)
- Stereotype Be (Forefront Records, 2001)
- Between the Fence & the Universe (EP, Northern Records, 2004)
- The Imposter (Northern Records, 2005)
- Holy Night (Northern Records, 2005)
- The Blood (Infinity Music, 2007)
- Cotes d'Armor (True Rebels) (dPulse Recordings, 2010)
- Broken Temples (Blind Thief Recordings/Motion Records, 2015)[17]
- Starry Eyes Surprise (Blind Thief Recordings, 2015)
- Playing Games With the Shadow (Blind Thief Recordings, 2016)
- AWOL (Blind Thief Recordings, 2018)

EPs
- At the Foot of Heaven: a Mini Audio Book (spoken word, Starsong, 1994)
- Between the Fence & the Universe (Northern Records, 2004)
- Crashing Gates (dPulse Recordings, 2008)
- Traveler (Mora Brothers Remixes) (dPulse Recordings, 2010)
- Unholy Triad (dPulse Recordings, 2010)
- Unholy Triad Remix (dPulse Recordings, 2010)
- Fiefdom of Angels-Side One (Blind Thief Recordings, 2012)
- Serve Somebody (Blind Thief Recordings, 2017)

Singlar
- "Existence" (2001)
- "Be" (2001)
- "You" (2001)
- "Sanctuary" (2005)
- "Seek" (2005)
- "Confessional Booth" (2006)
- "Run on for a Long Time" (med Chris Sligh) (2007)
- "The Cross" (med DC Talk) (2007)
- "Traveler" (2009)
- "On Yer Bike!" (2010)
- "Unholy Triad" (2010)
- "Exorcist" (2010)
- "Take a Bow" (2011)
- "Kings & Queens" (2012)
- "Believer" (2013)
- "King of the Comebacks" (2013)
- "He Moves You Move" (2014)
- "Infinite" (med Rachael Lampa) (2014)
- "Light Me Up" (2014)
- "Cave of a Million Songs" (2014)
- "Clear" (2015)
- "Girl with the Tiger Eyes" (2016)
- "Let the Day Begin" (2017)
- "Plans" (2017)
- "Moonracer" (2018)

### Samarbeten
- The Canticle of the Plains, (musikal skriven av Rich Mullins, 1997)
- Raven Songs 101 (samarbete med Adrian Belew, Blind Thief Publishing, 2003)

### dc Talk
Huvudartikel: dc Talks diskografi
- DC Talk (Forefront, 1989)
- Nu Thang 1990 (Forefront, 1990)
- Free At Last (Forefront, 1992)
- Jesus Freak (Forefront Records, 1995)
- Live in Concert: Welcome to the Freak Show (Forefront Records, 1997)
- Supernatural (Forefront Records, 1998)
- Intermission: the Greatest Hits (Forefront Records, 2000)
- Solo (Forefront Records, 2001)
- Free at Last: The Movie (Forefront Records, 1992, 2002)

### Filmografi
- Existence (ForeFront Records, 2001)
- Seek Live (Northern Records, 2003)
- Untitled  (Blind Thief Publishing, 2003)

### Fotnoter
1. 1 2 3  Crossrhythms
2. ↑  Kevin Max' webbplats Arkiverad 8 juli 2007 hämtat från the Wayback Machine.
3. ↑  Kevin Max' webbplats Arkiverad 14 juli 2007 hämtat från the Wayback Machine.